# ييس 1: إنشنت ييس فانيشد
ييس I: إنشنت ييس فانيشد (بالإنجليزية: Ys I: Ancient Ys Vanished)‏ (باليابانية: イース) هي لعبة إلكترونية من نوع تقمص الأدوار، أنتجت عام 1987م، وتعمل لعدة أجهزة ألعاب الفيديو، ومنها سيجا ماستر سيستم.

## وصلة خارجية
- ييس 1: إنشنت ييس فانيشد على موبي غيمز